# Huron (Californie)
Huron est une municipalité du comté de Fresno, en Californie, aux États-Unis. Au recensement de 2010, sa population était de 6 754 habitants ; elle était de 6 306 en 2000. Durant la période de la récolte, la population peut grimper jusqu'à 15 000 personnes en raison de l'arrivée de travailleurs agricoles migrants. Huron est située à 24 km à l'est-nord-est de Coalinga, à une altitude de 114 m.

## Démographie
| 1960  | 1970  | 1980  | 1990  | 2000  | 2010  |
| ----- | ----- | ----- | ----- | ----- | ----- |
| 1 269 | 1 525 | 2 768 | 4 766 | 6 306 | 6 754 |